# Bayerische Verwaltung der staatlichen Schlösser, Gärten und Seen
Die Bayerische Verwaltung der staatlichen Schlösser, Gärten und Seen (kurz: Bayerische Schlösserverwaltung) ist eine unmittelbar dem Bayerischen Staatsministerium der Finanzen und für Heimat (Referat 56) nachgeordnete Verwaltungseinrichtung, die unter Wahrung kultureller und denkmalpflegerischer Belange die Schlösser, Burgen, Residenzen, Parkanlagen und Seen betreut, die zum Staatsvermögen gehören. Sitz der Behörde ist München (Schloss Nymphenburg). Die Bayerische Verwaltung der staatlichen Schlösser, Gärten und Seen ist der größte staatliche Museumsträger in Deutschland.

## Geschichte
Die Ursprünge der Verwaltungseinrichtung liegen im Obersthofmeisterstab der Kurfürstlich-Baierischen Hofverwaltung. Die Residenzen wurden in der Konstitution von 1808 zum unveräußerlichen Staatsgut erklärt und in die so genannte Zivilliste aufgenommen.
Die heutige Grundstruktur wurde ihr nach dem Ende der Monarchie am 20. November 1918 durch den Finanzminister Edgar Jaffé als Verwaltung des ehemaligen Kronguts (umgangssprachlich Krongutsverwaltung) gegeben. Die ehemalige Zivilliste wurde zum Staatseigentum erklärt. Der am 9. März 1923 im Rahmen der Vermögensauseinandersetzung zwischen dem Haus Wittelsbach und dem Freistaat Bayern gegründete Wittelsbacher Ausgleichsfonds übernahm ab 1923 die heute als Museen zugänglichen Schlösser Berchtesgaden und Hohenschwangau sowie die Schlösser Berg und Grünau (mit Gut Rohrenfeld), die weiteren Schlösser verblieben beim Freistaat. Bereits 1932 erhielt die Krongutsverwaltung die Bezeichnung Bayerische Verwaltung der staatlichen Schlösser, Gärten und Seen (Ehemaliges Krongut). 1937 wurde der Klammerzusatz gestrichen.
Der Wiederaufbau prägte die ersten Nachkriegsjahrzehnte. Die Schlösserverwaltung unter ihrem Präsidenten Rudolf Esterer (Präsident 1945–1952) stand vor einer gewaltigen Aufgabe. Nach und nach wurden Gebäude restauriert und der Öffentlichkeit wieder zugänglich gemacht. Als erstes eröffnete 1947 die unzerstört gebliebene Neue Residenz Bamberg. 1969 war aber auch das fast vollständig zerstörte Neue Schloss in der Eremitage Bayreuth wieder aufgebaut, in den Folgejahren auch die Würzburger und Münchner Residenz sowie die Kaiserburg Nürnberg.
1953 übernahm die Präsidialabteilung der Schlösserverwaltung auch die Verwaltung der Gelände der ehemaligen Konzentrationslager (KZ) Dachau und Flossenbürg und der KZ-Friedhöfe vom bayerischen Landesentschädigungsamt. Die KZ-Gedenkstätten wurden 1997 von der Bayerischen Landeszentrale für politische Bildungsarbeit übernommen und 2003 vom Freistaat Bayern in die Verantwortung der neugegründeten Stiftung Bayerische Gedenkstätten überführt.
Die aktuelle Rechtsgrundlage für die Bayerische Schlösserverwaltung ist die Verordnung über die Bayerische Verwaltung der staatlichen Schlösser, Gärten und Seen (BSVV) vom 14. Dezember 2001.

Der seit 2011 amtierende Präsident Bernd Schreiber ist bereits der zwölfte Leiter dieser Verwaltung seit 1918. 

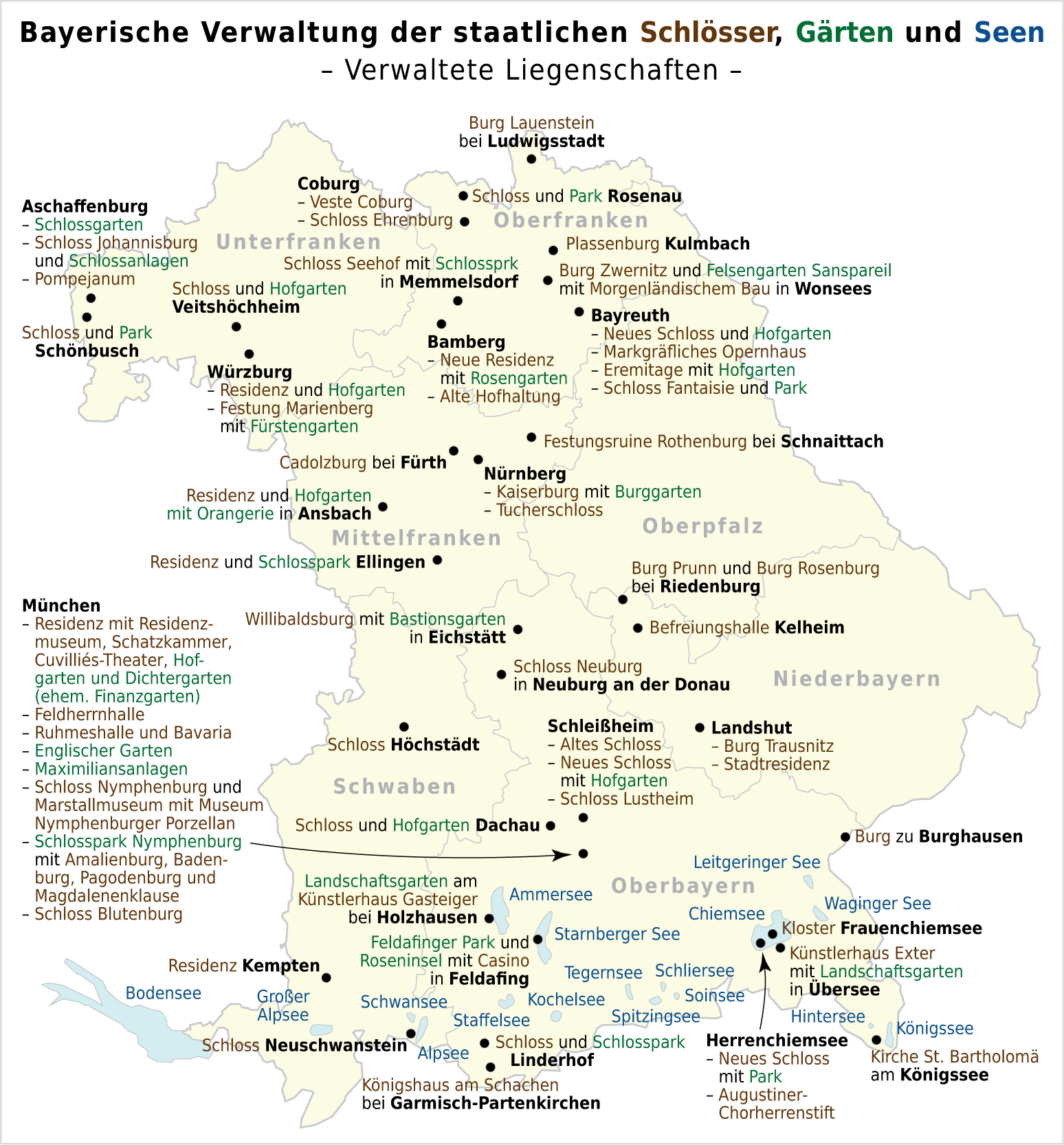
Die verwalteten Liegenschaften

## Umfang

### Denkmalanlagen
Derzeit betreuen die Hauptverwaltung und 17 Außenverwaltungen die Verwaltung von ca. 60 Denkmalanlagen, darunter Residenzen, Anlagen mit villen- oder schlossartigem Charakter und Anlagen mit wehrhaft-burgartigem Charakter an mehr als 30 Orten in Bayern, die früher vorwiegend im Besitz des Hauses Wittelsbach waren.
Dazu zählt Schloss Neuschwanstein, das berühmteste der Schlösser König Ludwigs II. und eine der bekanntesten Sehenswürdigkeiten Deutschlands. Es wird jährlich von etwa 1,5 Millionen Touristen besucht.
Dazu gehören auch die über 100.000 Einzelkunstwerke und mehr als 6.000 wertvolle Möbel, die sich in den Objekten befinden.
Liste der verwalteten Denkmalanlagen
| Ortslage               | Objekt                                                                                           |
| ---------------------- | ------------------------------------------------------------------------------------------------ |
| Ansbach                | Residenz Ansbach                                                                                 |
| Aschaffenburg          | Pompejanum                                                                                       |
| Aschaffenburg          | Schloss Johannisburg                                                                             |
| Aschaffenburg          | Schloss Schönbusch                                                                               |
| Bamberg                | Alte Hofhaltung Bamberg                                                                          |
| Bamberg                | Neue Residenz Bamberg                                                                            |
| Bayreuth               | Altes Schloss Eremitage                                                                          |
| Bayreuth               | Markgräfliches Opernhaus                                                                         |
| Bayreuth               | Neues Schloss Bayreuth                                                                           |
| Burghausen             | Burg zu Burghausen                                                                               |
| Chiemsee               | Kloster Frauenchiemsee                                                                           |
| Chiemsee               | Augustiner-Chorherrenstift Herrenchiemsee                                                        |
| Chiemsee               | Neues Schloss Herrenchiemsee                                                                     |
| Coburg                 | Schloss Ehrenburg                                                                                |
| Coburg                 | Veste Coburg                                                                                     |
| Dachau                 | Schloss Dachau                                                                                   |
| Donaustauf             | Walhalla                                                                                         |
| Eckersdorf             | Schloss Fantaisie Donndorf                                                                       |
| Eichstätt              | Willibaldsburg                                                                                   |
| Ellingen               | Residenz Ellingen                                                                                |
| Feldafing              | Casino auf der Roseninsel im Starnberger See                                                     |
| Cadolzburg             | Cadolzburg                                                                                       |
| Höchstädt an der Donau | Schloss Höchstädt                                                                                |
| Holzhausen am Ammersee | Künstlerhaus Gasteiger                                                                           |
| Kelheim                | Befreiungshalle                                                                                  |
| Kempten (Allgäu)       | Residenz Kempten                                                                                 |
| Königssee              | Kirche St. Bartholomä                                                                            |
| Kulmbach               | Plassenburg                                                                                      |
| Landshut               | Burg Trausnitz                                                                                   |
| Landshut               | Stadtresidenz Landshut                                                                           |
| Ettal                  | Schloss Linderhof                                                                                |
| Ettal                  | Parkbauten im Schlosspark Linderhof                                                              |
| Ludwigsstadt           | Burg Lauenstein                                                                                  |
| Memmelsdorf            | Schloss Seehof                                                                                   |
| München                | Cuvilliés-Theater                                                                                |
| München                | Feldherrnhalle                                                                                   |
| München                | Marstallmuseum                                                                                   |
| München                | Residenzmuseum                                                                                   |
| München                | Ruhmeshalle und Bavaria                                                                          |
| München                | Schloss Blutenburg                                                                               |
| München                | Schloss Nymphenburg                                                                              |
| München                | Parkburgen im Schlosspark Nymphenburg (Amalienburg, Badenburg, Pagodenburg und Magdalenenklause) |
| Neuburg an der Donau   | Schloss Neuburg                                                                                  |
| Nürnberg               | Kaiserburg                                                                                       |
| Nürnberg               | Tucherschloss                                                                                    |
| Oberschleißheim        | Altes Schloss Schleißheim                                                                        |
| Oberschleißheim        | Neues Schloss Schleißheim                                                                        |
| Oberschleißheim        | Schloss Lustheim                                                                                 |
| Riedenburg             | Burg Prunn                                                                                       |
| Riedenburg             | Schloss Rosenburg                                                                                |
| Rödental               | Schloss Rosenau                                                                                  |
| Schachen (Berg)        | Königshaus am Schachen                                                                           |
| Schnaittach            | Festung Rothenberg                                                                               |
| Schwangau              | Schloss Neuschwanstein                                                                           |
| Übersee-Feldwies       | Künstlerhaus Exter mit Garten                                                                    |
| Veitshöchheim          | Schloss Veitshöchheim                                                                            |
| Wonsees                | Burg Zwernitz                                                                                    |
| Wonsees                | Morgenländischer Bau im Felsengarten Sanspareil                                                  |
| Würzburg               | Festung Marienberg                                                                               |
| Würzburg               | Maschikuliturm und Kasematte auf der Festung Marienberg                                          |
| Würzburg               | Residenz Würzburg                                                                                |

### Gartenanlagen
Die Verwaltung betreut folgende 28 historische Gartenanlagen:
| Ortslage        | Objekt                                      |
| --------------- | ------------------------------------------- |
| Ansbach         | Hofgarten Ansbach                           |
| Aschaffenburg   | Schlossgarten Aschaffenburg                 |
| Aschaffenburg   | Park Schönbusch                             |
| Bamberg         | Rosengarten Bamberg                         |
| Bayreuth        | Hofgarten Bayreuth                          |
| Bayreuth        | Hofgarten Eremitage                         |
| Rödental        | Park Rosenau                                |
| Cadolzburg      | Burggarten auf der Burg Cadolzburg          |
| Chiemsee        | Schlosspark Herrenchiemsee                  |
| Dachau          | Hofgarten Dachau                            |
| Eckersdorf      | Park Fantaisie Donndorf                     |
| Eichstätt       | Bastionsgarten                              |
| Ellingen        | Schlosspark Ellingen                        |
| Ettal           | Schlosspark Linderhof                       |
| Feldafing       | Park Feldafing und Roseninsel               |
| Holzhausen      | Landschaftsgarten am Künstlerhaus Gasteiger |
| Memmelsdorf     | Schlosspark Seehof                          |
| München         | Hofgarten                                   |
| München         | Englischer Garten                           |
| München         | Dichtergarten                               |
| München         | Maximiliansanlagen mit Friedensengel        |
| München         | Schlosspark Nymphenburg                     |
| Nürnberg        | Burggarten auf der Kaiserburg               |
| Oberschleißheim | Hofgarten Schleißheim                       |
| Veitshöchheim   | Hofgarten Veitshöchheim                     |
| Wonsees         | Felsengarten Sanspareil                     |
| Würzburg        | Hofgarten Würzburg                          |
| Würzburg        | Fürstengarten auf der Festung Marienberg    |

### Seen
Derzeit betreut die Verwaltung 17 Seen, die entweder Eigentum des Freistaates oder des Bundes sind:
- Alpsee
- Ammersee
- Bodensee (bayerischer Teil)
- Chiemsee
- Großer Alpsee
- Hintersee
- Kochelsee
- Königssee
- Leitgeringer See
- Schliersee
- Schwansee
- Soinsee
- Spitzingsee
- Staffelsee
- Starnberger See
- Tegernsee
- Waginger See

Andere bayerische Seen, wie z. B. der Walchensee, werden durch die Bayerischen Staatsforsten oder andere Organisationen und Privatpersonen verwaltet.

### Pflege von KZ-Friedhöfen
Seit 1949 gehörte auch die Pflege der KZ-Friedhöfe in Bayern zu den Aufgaben der Schlösserverwaltung. 2013 wurde die Verantwortung hierfür der Stiftung Bayerische Gedenkstätten übertragen.

## Besucherzahlen
Die Schlösser, Burgen und Residenzen werden jährlich von etwa fünf Millionen Personen besucht. Die meisten Gäste hatte 2018 Schloss Neuschwanstein mit fast 1,5 Millionen Besuchern. Über 400.000 Menschen besuchten Schloss Linderhof, jeweils über 300.000 das Neue Schloss Herrenchiemsee, die Residenz Würzburg, die Residenz München und Schloss Nymphenburg. Sie sind daher wichtiger Bestandteil des Tourismus in Bayern und stellen einen bedeutenden Wirtschaftsfaktor dar.
Nur geschätzt werden können die Besucherzahlen für die frei zugänglichen Gartenanlagen und Seen. Allein der Englische Garten in München wird jährlich von mindestens 5 Millionen Menschen besucht.

## Struktur und Kritik
Die Schlösserverwaltung besteht aus einer Hauptabteilung und folgenden Unterabteilungen:
- Zentral- und Liegenschaftsabteilung
- Museumsabteilung
- Bauabteilung
- Gärtenabteilung
- Restaurierungszentrum.

Der Schlösserverwaltung nachgeordnet sind 17 Außenverwaltungen und vier Außenstellen (Ammersee, Chiemsee, Starnberger See, Kempten).
Außenverwaltungen sind: Schloss- und Gartenverwaltung Ansbach, Schloss- und Gartenverwaltung Aschaffenburg, Schloss- und Gartenverwaltung Bamberg, Schloss- und Gartenverwaltung Bayreuth-Eremitage, Schloss- und Gartenverwaltung Coburg, Schloss- und Gartenverwaltung Herrenchiemsee, Verwaltung der Befreiungshalle Kelheim, Burgverwaltung Landshut, Schloss- und Gartenverwaltung Linderhof, Verwaltung des Englischen Gartens München, Verwaltung der Residenz München, Schlossverwaltung Neuburg [an der Donau], Schlossverwaltung Neuschwanstein, Burgverwaltung Nürnberg, Schloss- und Gartenverwaltung Nymphenburg [München], Schloss- und Gartenverwaltung Schleißheim und Schloss- und Gartenverwaltung Würzburg

### Leitung und Personal
Präsident der Schlösserverwaltung ist Bernd Schreiber. Er wurde Nachfolger von Johannes Erichsen, der im November 2011 in den Ruhestand verabschiedet wurde. Die Verwaltung beschäftigt rund 850 Mitarbeiter.

### Wirtschaftlichkeit
Der Bayerische Oberste Rechnungshof hat 2015 festgestellt, dass die Schlösserverwaltung die Kosten- und Leistungsrechnung eingestellt hat und deshalb keine zuverlässigen Informationen über Kosten und Leistungen und die Nutzung ihrer Gebäude habe. Sie könne deshalb keine Aussagen zur Wirtschaftlichkeit ihres Betriebes machen. Dieser Mangel wurde dem Bayerischen Staatsministerium der Finanzen und für Heimat als oberstem Dienstherrn der Schlösserverwaltung entsprechend mitgeteilt. Finanzminister zu diesem Zeitpunkt 2015 war Markus Söder.